# 매클린스
맥클린즈는 캐나다의 주간 뉴스 잡지이다. 주로 캐나다의 사회, 이슈, 정치, 그리고 대중문화와 관련된 기사를 발간한다.

## 캐나다 대학교 정보 안내
맥클린스 잡지의 캐나다 대학교 정보 카탈로그는 공식적으로 매년 3월에 발간한다. 주로 '맥클린 유니버시티 가이드' (Maclean's University Guide) 라고 자주 부른다. 매년 11월에 캐나다의 대학교들의 랭킹을 소개하고 각 대학교에 관한 상세한 정보도 대학 지망생들의 위주로 소개한다. 대학원 과정이 없거나 적어 학부를 우선시 하는 대학교(Primarily Undergraduate category), 의대는 없지만 연구업적이 뛰어난 종합 대학교(Comprehensive category), 의대과정이 있으며 연구업적이 우수한 종합 대학교(Medical Doctoral category), 그리고 평판도(reputation)의 4영역에서 평가가 이루어진다.
1. ↑  한혜성 (2009년 11월 9일). “맥클린지 선정 캐나다 대학 순위 : SFU “연구부문 활약 뛰어난 종합대학교 선정””. 밴쿠버 조선.